# S1.5400
S1.5400 – radziecki silnik rakietowy. Skonstruowany przez Siergieja Koroliowa. Produkowany przez zakłady Izajewa. Silnik stał się podstawą do budowy dalszych silników rakietowych, m.in. 8D726 i silników wykorzystywanych w rakietach N1 i Proton. Najwcześniejsza wersja silnika miała ciąg 6380 kg-siły i impuls właściwy 338,5 sekundy.